# Torpa landskommun, Småland
Torpa landskommun var en tidigare kommun i Kronobergs län.

## Administrativ historik
Landskommunen inrättades i Torpa socken i Sunnerbo härad i Småland när 1862 års kommunalförordningar trädde i kraft den 1 januari 1863. Vid kommunreformen 1952 gick den upp i Annerstads landskommun.
Området tillhör sedan 1971 Ljungby kommun.

## Torpa landskommun
Torpa landskommun tillhörde Lidhults landsfogdedistrikt och Sunnerbo fögderi och domsaga, Sunnerbo härads väghållningsdistrikt samt ingår som annexförsamling i Annerstads, Nöttja och Torpa församlingars pastorat i Växjö stift, Sunnerbo kontrakt. Kyrkan nybyggdes i sten 1864—1865.

### Geografi
Torpa utgjordes i 1900-talets början till största delen av småkuperade magra skogsmarker, hedar, torvmossar och kärr belägna vid Bolmåns biflöde Torpaån. Jorden var stenig och hårdbrukad. De odlade bygderna var små och spridda. Befolkningen levde huvudsakligen av jordbruk och boskapsskötsel.

### Areal och markanvändning och jordbruk
Kommunens totala areal var 1931 11921 hektar, varav 11287 hektar land och 634 var areal med vattenyta. Enligt jordbruksräkningen 1927 utgjorde åkern 948 hektar och hade 1951 ökat till 1287 hektar för att minska till 1197 hektar 1954. 1927 utgjorde trädgård 7, slåtteräng 265, betesäng 820, skogsmark 3 299 och övrig mark 5 948. Arealen övrig mark var stor, mer än hälften av marken utgjordes av obrukbara impediment i form av hedar. torvmossar och kärr som inte bar skog.
Brukningsdelarna inom jordbruket var 1927 210 stycken. Åkerjordens fördelade sig 1927 enligt följande: vete 6 hektar, råg 100 hektar, korn 3 hektar, havre 300 hektar, blandsäd 6 hektar, baljväxter 2 hektar, grönfoder 36 hektar, potatis 80 hektar, foderrotfrukter 22 hektar, vall 368 hektar, andra växtslag 1 hektar och träda 24 hektar. Sädesodlingen dominerades helt av havre som ofta odlades på mossodlingar.
Antal brukningsdelar var enligt jordbruksräkningen 1951 197 stycken varav bara 17 hade en areal över 10 hektar. Antalet brukningsdelar hade bara minskat med 13 sedan 1927. Markanvändningen var 1951 1154 hektar åker, naturbete 168 hektar, en stor minskning från 820 hektar 1927, naturlig äng var 107 hektar och ängen hade minskat från 265 hektar 1927. Skogen hade ökat till 4 659 hektar  alltså med hela 1360 hektar. Övrig mark hade minskat till 5199 hektar alltså med 749 hektar. Den ökade skogsarealen hade alltså till hälften utvecklats ur övrig mark medan resten var betesmarker och naturlig äng som planterats med skog.
Husdjur var enligt jordbruksräkningen 1927: hästar 153, nötkreatur 1012, får 300, getter 7, svin 758, fjäderfän 3 074 och bisamhällen 206. 1860 hade socknen under vintern 21 hästar, 614 nötboskap, 500 får och 150 svin. Alltså hade antalet hästar sjudubblats nötkreaturen knappt fördubblats och fåren hade minskat med 200 och svinen femdubblats. Dragarna i jordbruket hade blivit hästar i större utsträckning 1927 och animalieproduktionen hade inriktats mera på nötdjur med mjölkproduktion och svin. De naturliga ängarna hade ersatts i foderproduktionen med vallodlingar på åkermarken med komplement i foderrotfrukter. Odlingen av havre var stor och täckte hästarnas ökande behov.

### Folkmängd och kommunikationer
Folkmängden i landskommunen var 1139 personer 1918, 1199 personer 1921 och 1 093  personer 1931 och 855 invånare 1954. Som jämförelse är befolkningen i distriktet 288 år 2021. Befolkningen var alltså relativt stabil i församlingen ända fram till tiden efter andra världskriget då den minskade snabbare. Orten saknade järnväg och hade 1932 tre busslinjer: Ränte—Ljungby (torsd., lörd.), Byholma—Ränte (postförande) och Vrå—Petersborg—Ränte.  Ränte var postorten belägen i byn Rya.

### Byar i Torpa kommun Kronobergs län 1932, fastigheter som ej ingår i byar kallas gårdar eller hemman
Balkeryd:  7 jordbruksfastigheter och en annan fastighet. Taxeringsvärde å jordbruksfastighet 39 400 kr därav 31200 jordbruksvärde och 8 200 skogsvärde, å annan fastighet 1600.
Boda: 7 jordbruksfastigheter. Taxeringsvärde jordbruksfastigheter 36 700 kr därav jordbruksvärde 29 200, 10 500 skogsvärde
Bägaryd: 4 jordbruksfastigheter Taxeringsvärde å jordbruksfastigheter 25 000 kr., därav 19100 jordbruksvärde och 5 900 skogsvärde-
Fathult: 10 jordbruksfastigheter. Taxeringsvärde å jordbruksbruksfastigheter  47 100 kr, därav 42 000 jordbruksvärde och 5 100 skogsvärde.
Forsa:  7 jordbruksfastigheter taxeringsvärde å jordbruksfastighet 37 100 kr, därav 34 200 jordbruksvärde och 2 900 skogsvärde.  Kvarn och såg taxeringsvärde å annan fastighet 4 000 kr.
Gashult:  telefonstation; 14 jordbruksfastigheter. 3 andra fastigheter. Taxeringsvärde å jordbruksfastigheter 67 700 kr., därav 61 900 jordbruksvärde och 5 800 skogsvärde å annan fastighet 1400.
Groeryd:  3 jordbruksfastigheter. Taxeringsvärde å jordbruksfastigheter 25 000 kr, därav 21 500 jordbruksvärde och 3 500 skogsvärde.
Haga: gårdar i Torpa kommun, 2 km söder om kyrkan; 2 jordbruksfastigheter Taxeringsvärde å jordbruksfastigheterna 9 700 kr jordbruksvärde.
Häggeshult:  Gårdar i Torpa kommun; 2 jordbruksfastigheter. Taxeringsvärde å jordbruksfastigheter 42 900 kr, därav 21200 jordbruksvärde och 21 700 skogsvärde
Källshult: 5 jordbruksfastigheter. Taxeringsvärde å jordbruksfastigheter 29 000 kr., därav 22 400 jordbruksvärde och 6 600 skogsvärde.
Mjäla:  8 jordbruksfastigheter. Taxeringsvärde å jordbruksfastigheter 59 700 , därav 53 800 jordbruksvärde och 5 900 skogsvärde.
Måslida: gårdar i Torpa kommun, 7 km sydväst om kyrkan; 2 jordbruksfastigheter. Taxeringsvärde å jordbruksfastigheter 4 800 kr, därav 2 200 jordbruksvärde och 2 600 skogsvärde.
Mässeboda: 8 jordbruksfastigheter. Taxeringsvärde å jordbruksfastigheter 24 700 kr, därav 20100 jordbruksvärde och 4 600 skogsvärde.
Norrtorpa: 18 jordbruksfastigheter, 6 andra fastigheter. Taxeringsvärde å jordbruksfastigheter 150 700 kr, därav 115 800 jordbruksvärde och 34 900 skogsvärde, å annan fastighet 9 600.
Näs: gårdar i Torpa kn, 2 km västsydväst om kyrkan; 2 jordbruksfastigheter. Taxeringsvärde å jordbruksfastigheterna 5 600 kr, därav 5 300 jordbruksvärde och 300 skogsvärde.
Rosenberg:  11 km sydväst om kyrkan; 2 jordbruksfastigheter och 1 annan fastighet. Taxeringsvärde å jordbruksfastigheter 11 200 kr, därav 10 200 jordbruksvärde och 1 000 skogsvärde,  å annan fastighet 600.
Rya: 9 jordbruksfastigheter och 10 andra fastigheter. Taxeringsvärde  å jordbruksfastigheter 57 400 kr, därav 38 700 jordbruksvärde och 18 700 skogsvärde, å andra fastigheter 58 300 vari ingår kvarn taxeringsvärde å annan fastighet 15 000 kr.
Råaköp: 7 jordbruksfastigheter. Taxeringsvärde å jordbruksfastigheter 28 300 kr, därav 26 000 jordbruksvärde och 2 300 skogsvärde.
Rås:  5 jordbruksfastigheter. Taxeringsvärde å jordbruksfastigheter 24 200 kr, därav 21 600 jordbruksvärde och 2 600 skogsvärde.
Ränte: Post- och telefonstation i Torpa kommun, Bebyggelsen ingår i Rya by.
Skifteryd: 9 jordbruksfastigheter Taxeringsvärde å jordbruksfastigheter 31 600 kr, därav 27 900 jordbruksvärde och 3 700 skogsvärde.
Skärvö: 10 jordbruksfastigheter, 1 annan fastighet. Taxeringsvärde å jordbruksfastighet 57 400 kr, därav 40 700 jordbruksvärde och 16 700 skogsvärde  å annan fastighet 1 500.
Skärseryd: 17 jordbruksfastigheter 1 annan fastighet Taxeringsvärde å jordbruksfastighet 65 700 kr., därav 56 000 jordbruksvärde och 9 700 skogsvärde, å annan fastighet 1 500.
Stackarp: 12 jordbruksfastigheter , 2 andra fastigheter. Taxeringsvärde å jordbruksfastighet 108 100 kr, därav 83 000 jordbruksvärde och 25 100 skogsvärde, å annan fastighet 2 100.
Sunnertorpa: 17 jordbruksfastigheter 2 andra fastigheter. Taxeringsvärde å jordbruksfastighet 120 900 kr, därav 71 000 jordbruksvärde och 49 900 skogsvärde, å andra fastigheter 1 800.  
Torpa:  4 jordbruksfastigheter, och 4 andra fastigheter, taxeringsvärde för jordbruksfastigheterna 29 500 kr, 19 200 jordbruksvärde och 10 300 skogsvärde, å andra fastigheter 12100 kr. Torpa nr 1 var komministerboställe
Äsphult: 8 jordbruksfastigheter 1 annan fastighet. Taxeringsvärde å jordbruksfastighet 38 900 kr, därav 33 700 jordbruksvärde och 5 200 skogsvärde, å annan fastighet 1 000.
Össjöa: 10 jordbruksfastigheter 1 annan fastighet Taxeringsvärde å jordbruksfastigheter 25 600 kr, därav 22 100 jordbruksvärde och 3 500 skogsvärde, å annan fastighet 700.

#### Enskilt hemman
Rönnö: gård i Torpa församling, 16 km sydväst om kyrkan. Taxeringsvärde å jordbruksfastighet 5 900 kr, därav 5 100 jordbruksvärde och 800 skogsvärde.
Källa: Källan för respektive byar är uppslagsordet i Svenska orter : atlas över Sverige med ortbeskrivning.

#### Större egendomar av dessa
- Sunnertorpa nr 1, 1/48 mantal, 1/27 mantal, 63/512 mantal, 5/72 mantal.
- Sunnertorpa nr 2, 1/72 mantal,
- Rya nr 1, 1421/10090 mantal,
- Groeryd nr 1, 11/64 mantal,
- Haga nr 1, 9/320 mantal, 1/24 mantal,
- Forsa nr 1, 6/168 mantal, 1/32 mantal, 1/384 mantal, ägare Strömsnäs bruks A.B. Egendomens areal 424 hektar, därav 6 åker, 313 skog, taxeringsvärde å jordbruksfastigheten 74 000 kr, därav 26 600 jordbruksvärde och 47 400 skogsvärde.

## Torpa landskommuns centrum
I kyrkbyn låg förutom kyrka och prästgård också en av kommunens fyra skolor och sockenstugan. 1930 saknar Torpa landskommun helt industrier förutom en kvarn i Rya by och en kvarn och såg i Forsa by. 20 av de andra fastigheterna låg 1930 i tre byar: Norrtorpa 6 andra fastigheter Rya 10 fastigheter och Torpa 4 fastigheter och det var i detta område det senare utvecklades en småort Torpa. Det var detta område som var centralt i Torpa landskommun.
De ledande personerna i kommunen var enligt Porträttgalleri från Småland: Ernst Oskar Nilsson född 1882 som var köpman med postadress Ränte och kommunalt var han skolkassör, ledamot i skolrådet, taxeringsnämnden och pensionsnämnden samt vice ordförande i valnämnden i Torpa socken. Carl August Efraim Freidenfelt född 1880 var komminister i Torpa och ordförande i kyrkostämman, skolrådet och i barnavårdsnämnden i Torpa.

## Skatteunderlag 1930/1931
Taxeringsvärde å skattepliktig fastigheter 1930 utgjorde för de 200 jordbruksfastigheterna i kommunen 1 211 700 kr varav 945 500 var jordbruksvärde och 266 200 var skogsvärde, medan 33 andra fastigheter taxerades till 104 200 kr. 
Taxeringsvärde å skattefri fastighet var 1930 å andra fastigheter tillhörig kommuner med flera 69 600 kr., varav kyrka 30 000 kr och 4 folkskolor 39 600 kr. 

### Taxerade inkomster
Till kommunal inkomstskatt taxerad inkomst 1930: för svenska aktiebolag och solidariska bankbolag 290 kr., andra skattskyldiga 254 416. Antal skattekronor utgjorde 1931: 1578. Utdebiteringen bestod av kommunalskatt 1931: 10,70 kr., varav till borgeriig kommun 4,30kr kyrkan 1,40 kr och skolan 5,00 kr. Landstingsskatt var 1931: 2,00 kr. Vägskatt 1931: 0,25 kr. per fyrk. 

### Tillgångar och skulder
Tillgångar 31/12 1928: borgerlig kommun 1680 kr, varav fastigheter utgjorde 0 kr, kyrklig kommunen 118 904, varav fastigheter 110 332 kr. Skulder 31/12 1928: borgerlig kommun 4 500 kr, kyrkliga kommunen 62 634 kr.

## Politik
1938 och 1942 dominerade ett fristående lokalt parti politiken i landskommunen men etablerades de vanliga partierna som lokala partier i landskommunen.

### Mandatfördelning i valen 1938-1946
| 4 | 15 |

| 18 |

| 19 |

| 19 |

| 3 | 13 | 2 | 1 |

| 19 |